# Antonin Rolland
Antonin Rolland (Sainte-Euphémie, 3 settembre 1924) è un ex ciclista su strada francese.
Professionista tra il 1946 ed il 1963, vinse due tappe al Tour de France e una al Giro d'Italia.
È il più anziano ex corridore vivente ad aver indossato la maglia gialla e la maglia rosa e ad aver vinto una tappa al Giro d'Italia e al Tour de France .

## Carriera
Le principali vittorie da professionista di Rolland furono due tappe al Tour de France, una nel 1952 e una nel 1955, una tappa al Giro d'Italia 1957 ed il Grand Prix du Midi Libre nel 1950 e nel 1956. Vestì per dodici giorni la maglia gialla nel Tour de France del 1955 ed un giorno la maglia rosa nel Giro d'Italia 1957. Nel 2001 gli è stata dedicata la scuola elementare del paese natale, Sainte-Euphémie. È il nonno della sciatrice Marion Rolland.

## Palmarès
- 1946 (Rhonson, due vittorie)

Grand Prix du CV 19ème
Grand Prix de Thizy
- 1947 (Rhonson, una vittoria)

Grand Prix d'Amplepuis
- 1948 (Rhonson, due vittorie)

Poly de Lyon
Gran Prix Thiery
- 1949 (Rhonson, due vittorie)

2ª tappa Circuit des six provinces
6ª tappa, 1ª semitappa Circuit des six provinces
- 1950 (Rhonson, due vittorie)

Grand Prix du Midi Libre
Classifica generale Circuit des six provinces
- 1951 (Rhonson, una vittoria)

Bourg-Ginevra-Bourg
- 1952 (Terrot, due vittorie)

Bourg-Genève-Bourg
23ª tappa Tour de France (Vichy > Parigi)
- 1953 (Terrot, tre vittorie)

4ª tappa Critérium du Dauphiné Libéré (Avignone > Uriage)
7ª tappa Giro dell'Algeria
7ª tappa Giro dell'Africa del Nord (Orléansville > Orano)
- 1954 (Terrot, una vittoria)

7ª tappa Tour du Sud-Est
- 1955 (L. Bobet, due vittorie)

Bourg-Genève-Bourg
2ª tappa Tour de France (Dieppe > Roubaix)
- 1956 (L. Bobet, due vittorie)

Grand Prix du Midi Libre
Bourg-Genève-Bourg
- 1957 (L. Bobet, due vittorie)

Grand-Prix de Cannes
7ª tappa Giro d'Italia (Terni > Pescara)
- 1958 (L. Bobet, una vittoria)

Classifica generale Giro di Sardegna

### Altri successi
- 1947 (Rhonson)

Circuit de la Bresse
Circuit du cols de Beaujolais
- 1947 (Rhonson)

Chauffailles
- 1949 (Rhonson)

Macaud
- 1952 (Terrot)

G.P. Ussel
Macaud
- 1953 (Terrot)

Cazes-Mondenard
Nantua
- 1955 (L. Bobet)

Cluny
- 1959 (L. Bobet)

La Charité-sur-Loire

## Piazzamenti

### Grandi giri
- Giro d'Italia

1957: 10º
1958: 58º
- Tour de France

1949: 45º
1950: 29º
1952: 21º
1953: 7º
1954: 19º
1955: 5º
1956: 35º
1957: 39º
1958: 66º
1960: 59º
- Vuelta a España

1960: 14º

### Classiche monumento
- Milano-Sanremo

1949: 47º
1955: 17º
- Giro delle Fiandre

1957: 14º
- Parigi-Roubaix

1948: 55º
1950: 18º
1951: 8º
1952: 10º
1953: 15º
1954: 64º
1955: 27º
1957: 58º
1958: 53º
1959: 73º
1960: 21º
- Giro di Lombardia

1948: 6º
1949: 9º
1950: 27º
1953: 43º
1955: 11º
1959: 21º

### Competizioni mondiali
- Campionati del Mondo

Moorslede 1950 - In linea: 12º
Lugano 1953 - In linea: 15º
Frascati 1955 - In linea: 9º